# Duane W. Roller
Duane W. Roller (født 7. oktober 1946) er professor i græsk og latin ved The Ohio State University i USA.
Med sin uddannelse som oldtidshistoriker og arkæolog i rygsækken har Roller udgivet flere artikler og bøger om et af udkantsområderne i den antikke verden, nemlig Nordvestafrika og Gibraltar-strædet.
Roller har skrevet et moderne og opdateret værk om kong Juba 2. og dronning Kleopatra Selene af Mauretanien, en bog, der er den nyeste inden for dette område.

## Udvalgt litteratur
- The World of Juba II and Kleopatra Selene (2003)